# Nun will der Lenz uns grüßen
Nun will der Lenz uns grüßen ist ein deutsches Frühlingslied, dessen Text von Karl Ströse erstmals 1878 in einer Gedichtsammlung veröffentlicht wurde und 1886 in von Gustav Weber vertonter Fassung erschien. Es wurde im 20. Jahrhundert zu einem der bekanntesten Frühlingslieder und Volkslieder im deutschen Sprachraum.

## Geschichte
1878 erschien Karl Ströses Gedichtband Deutsche Minne aus alter Zeit – ausgewählte Lieder der Minnesänger des Mittelalters, in der Ströse eigene freie Übertragung mittelalterlicher Dichtkunst vorstellt. Für drei „Tanzweisen“ ließ sich Ströse von Gedichten des mittelalterlichen Dichters Neidhart von Reuental inspirieren. Als eines davon findet sich auf Seite 50 Ströses Gedicht „Nun will der Lenz uns grüßen“, für das der Autor Neidharts Gedicht „Diu zît ist hie“ zugrunde legte. Die drei „Tanzweisen“ von Ströse wurden von dem deutschen Komponisten Carl August Fischer vertont und 1885 in Bremen in einem Satz für eine Singstimme und Klavierbegleitung veröffentlicht. Das darin enthaltene „Nun will der Lenz uns grüßen“ besteht aus fünf Strophen mit jeweils vier Versen. Diese Liedversion fand jedoch keine weitere Verbreitung.

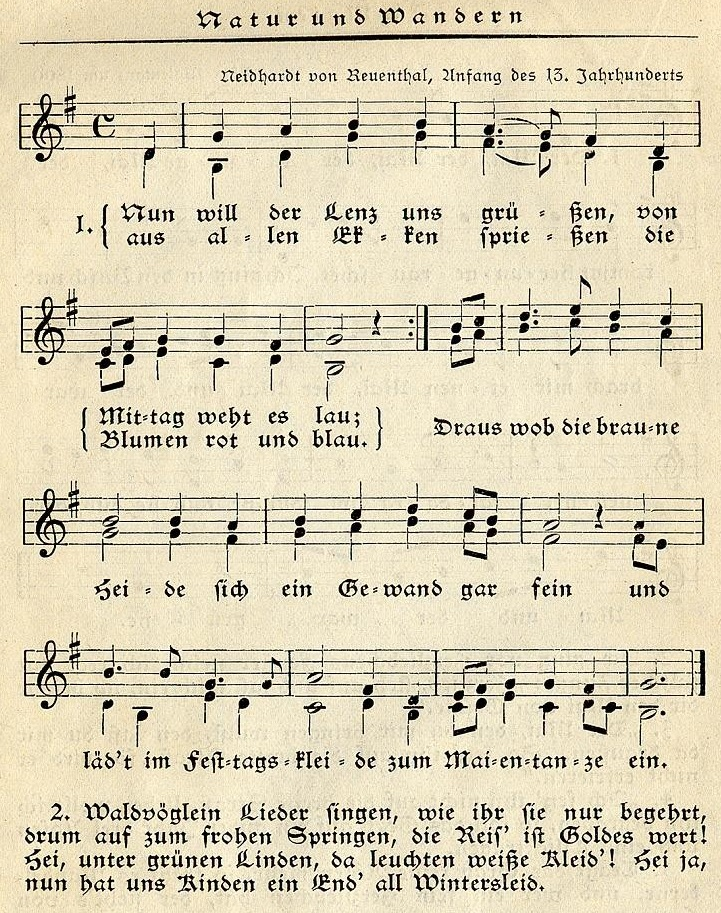
Text- und Melodiefassung 1926

Es war vielmehr eine Melodie, die erstmals der Schweizer Komponist Gustav Weber (1845–1887) dem Text unterlegte und in einem Satz für vier Singstimmen 1886 bei der Zürcher Liederbuchanstalt veröffentlichte. Diese Melodie ist an das Geusenlied „Wilhelmus van Nassouwe“ aus dem 17. Jahrhundert (heutige Nationalhymne der Niederlande) angelehnt. Als Autor des Liedtextes nannt Weber „Neidhart von Reuenthal“. Dieses Lied enthält lediglich zwei Strophen, die aber jeweils acht Verse umfassen. Es fehlen die vier Verse, die in Carl August Fischers Vertonung die vierte Strophe bilden. In dieser Fassung fand das Lied – Anfang des 20. Jahrhunderts kaum bekannt beziehungsweise lediglich als Chorlied gesungen – in den 1920er Jahren Eingang in Liederbücher der Jugendbewegung – so 1926 in Was singet und klinget. Lieder der Jugend (Wülfingerode-Sollstedt), wo ebenfalls „Neidhart von Reuenthal“ als Autor genannt wird.
Nach dem Zweiten Weltkrieg und bis in die Gegenwart gehört „Nun will der Lenz uns grüßen“ zu den am häufigsten in Liederbüchern abgedruckten und auf Tonträger aufgenommenen deutschen Liedern, ebenso wie in der Bundesrepublik Deutschland auch in der Deutschen Demokratischen Republik. Eine 1973 von Philips herausgebrachte Langspielplatte mit von Hermann Prey gesungenen Volksliedern trägt den Titel Nun will der Lenz uns grüßen. Bis in die Gegenwart nehmen Musiker beziehungsweise Musikgruppen das Lied in ihre Programme, so etwa Bube Dame König, die es auch auf ihrem Album Traumländlein 2015 herausgebracht haben.

## Text und Melodie der als Volkslied verbreiteten Version
In seiner als Volkslied verbreiteten Fassung behandelt das Lied ausschließlich das Erwachen der Natur im aufkommenden Frühling und die Freude der Menschen über das Ende der Härten des Winters. Es umfasst zwei Strophen mit jeweils acht Versen:
| 1. Nun will der Lenz uns grüßen, von Mittag weht es lau; aus allen Wiesen sprießen die Blumen rot und blau. Draus wob die braune Heide sich ein Gewand gar fein und lädt im Festtagskleide zum Maientanze ein. | 2. Waldvöglein Lieder singen, wie ihr sie nur begehrt. Drum auf zum frohen Springen, die Reis' ist Goldes wert! Hei, unter grünen Linden, da leuchten weiße Kleid! Heija, nun hat uns Kinden ein End all Wintersleid! |
Die hierzu 1886 von Gustav Weber hinzugefügte Melodie lautet:

## Originaltext von Karl Ströse
Der Originaltext von Karl Ströse (1878), wie er 1885 auch von Carl August Fischer vertont wurde und dessen vier Verse der vierten Strophe nicht in der Volksliedversion vorkommen, lautet:
| 1. Nun will der Lenz uns grüßen, von Mittag weht es lau; aus allen Wiesen sprießen die Blumen rot und blau.     | 2. Draus wob die braune Heide sich ein Gewand gar fein und lädt im Festtagskleide zum Maientanze ein. | |
| 3. Waldvöglein Lieder singen, wie ihr sie nur begehrt. Drum auf zum frohen Springen, die Reis' ist Goldes wert! | 4. Wohlauf zur Maienfahrt! Du blonde Irmengard, Die Magde sind zur Hand, Schlüpf' in das Tanzgewand!  | 5. Hei, unter grünen Linden, da leuchten weiße Kleid! Heija, nun hat uns Kinden ein End all Wintersleid! |

## Als Vorlage dienendes Gedicht von Neidhart von Reuental
Das von Neidhart von Reuental verfasste Gedicht (Sommerlied) „Diu zît ist hie“ in mittelhochdeutscher Sprache ist ein Dialog zwischen zwei Freundinnen. Die eine der beiden Frauen hofft darauf, ihren Geliebten wieder zu treffen, und bittet ihre Freundin Iremgart, anderen nichts davon zu erzählen. Anders als Ströses Gedicht ist Neidharts Gedicht kein reines Frühlings- oder Sommerlied, sondern auch ein Liebesgedicht (hier nach einer Ausgabe von Siegfried Beyschlag):
| I Diu zît ist hie. ine gesachs vor mangem jâre schoener nie. ende hât der winder kalt. des vreut sich manc herze, daz sîn sêre enkalt. aber geloubet stât der walt.  | II Dez meien zil bringet vogele sanc und schoener bluomen vil. wartet, wie diu heide stât schône in liehter varwe und wünneclîcher wât! leides sî vergezzen hât. |
| III „Wol dan mit mir zuo der linden, trûtgespil! dâ vinde wir alles, was dîn herze gert. jâ weist dû vil wol, war ich dich sande vert. disiu reise ist goldes wert.“ | IV „Nu balde hin nâch der waete, sît ichs in dem willen bin, daz ich leiste mîne vart. nûne sage ez niemen, liebiu Iremgart: wol mich sîner künfte wart!“        |
| V Sâ dô zehant brâhte man der mägde ir sûberlîch gewant. schiere het siz an geleit. „zuo der grüenen linden mich mîn wille treit. ende habent mîniu leit.“           | |

## Der Autor Karl Ströse
Die einzigen beiden literarischen Veröffentlichungen des Autors Karl Ströse sind die 1878 erschienenen Deutsche Minne aus alter Zeit. Ausgewählte Lieder der Minnesänger des Mittelalters, frei übertragen von K. Ströse und Altes Gold. Sprüche der Minnesänger des Mittelalters. Die bibliographische Datenbank WorldCat führt ihn als dieselbe Person auf wie den deutschen Geologen, Lehrer, Sachbuchautor und Schuldirektor Karl Ströse (* 8. August 1853 in Ballenstedt am Harz; † 6. April 1918 in Dessau), der mehrere Lehrbücher zu geologischen Themen herausbrachte.